# Поуп, Джордж

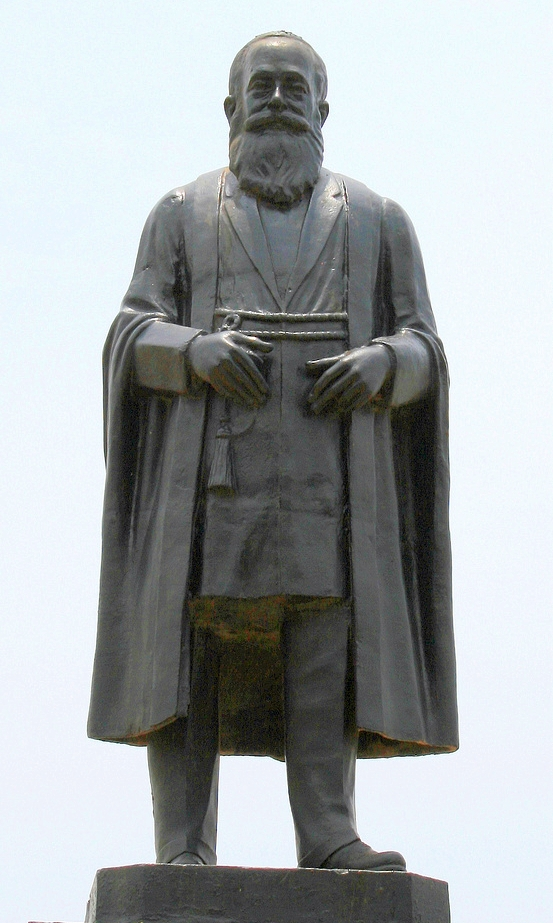
Памятник Дж. Поупу в Ченнаи (Индия)

Джордж Углоу Поуп (англ. George Uglow Pope; 24 апреля 1820, Остров Принца Эдуарда — 1908, Оксфорд , Англия) — шотландский миссионер, переводчик.

## Биография
Родился в Канаде в семье миссионера. Готовя себя к миссионерству, в молодости выучил тамильский язык.
В 1839 году отправился в Тамилнад «страну тамилов» на юге Индии. Здесь совершенствовал свои знания тамильского, санскрита и телугу. Основал несколько школ, где преподавал латынь, английский язык, иврит, математику и философию.
Англиканский теолог. В 1841 году был рукоположен Англиканской церковью. Основал семинарию для обучения англиканского тамильского духовенства и гимназию для европейских детей (1859—1870). Благодаря усилиям миссионера Дж. А. Поупа, служившего в Савьерпурам в 1842—1859 годах, город активно развивался.  
В 1881 году Поуп покинул Индию и поселился в Оксфорде, где преподавал тамильский язык и телугу (1884). В 1886 году получил почётную степень магистра и золотую медаль Королевского азиатского общества Великобритании и Ирландии (1906). Участвовал в работе Оксфордского движения.
Кроме миссионерской и просветительской деятельности, известен как переводчик ряда текстов, включая памятник тамильской литературы «Тируккурал» (1886), «Наладияр» (1893), «Тирувасагам» (1900).

## Избранные публикации
- First lessons in Tamil: or a full introduction to the common dialect of that language, on the plan of Ollendorf and Arnold, Madras, 1856.
- A Tamil hand-book: or full introduction to the common dialect of that language on the plan of Ollendorf and Arnold, Madras, 1859.
- A handbook of the ordinary dialect of the Tamil language, London, 1883 (4th edition, 3 volumes), Oxford 1904.
- A larger grammar of the Tamil language in both its dialects, Madras, 1858.
- A text-book of Indian history; with geographical notes, genealogical tables, examination questions, and chronological, biographical, geographical, and general indexes, London, 1871 (1. ed), 1880 (3. ed.).
- திருவள்ளுவAR அருளிச்செய்த திருக்குறள் (Tiruvalluvar arulicceyta Tirrukkural). The ‘Sacred’ Kurral of Tiruvalluva-Nayanar, London, 1886.
- முனிவர் அருளிச்செய்த நாலடியார் = The Naladiyar, or, Four hundred quatrains in Tamil, Oxford, 1893.
- St. John in the Desert: an introduction and notes to Browning’s ‘a death in the desert’ , Oxford, 1897.
- The Tiruvacagam; or, ‘Sacred utterances’ of the Tamil poet, saint, and sage Manikka-Vacagar: the Tamil text of the fifty-one poems, with English translation, Oxford, 1900.
- A catalogue of the Tamil books in the library of the British Museum, London, 1909 (with L. D. Barnett).